# Tristan Corbière
Tristan Corbière, chamado Édouard-Joachim Corbière (Coat-Congar de Comuna francesa, Morlaix (Finisterre), 18 de Julho de 1845 - Morlaix, 1 março de 1875) foi um poeta francês. Viveu a maior parte de sua vida no mesmo lugar, e aí recebeu o apelido pelo qual ficou conhecido. Faleceria de tuberculose com a idade de 29 anos.
Ele era um poeta cujo trabalho era pouco conhecida até que Paul Verlaine o incluiu no seu poema em prosa do ensaio Os poetas malditos (Les Poètes maudits, 1883). Porém, a recomendação de Verlaine foi suficiente para levar seu trabalho à luz pública e estabelecê-lo como um dos mestres reconhecidos do Simbolismo.
O único trabalho publicado durante sua vida apareceu in Les amours jaunes, 1873. É um livro de poemas em que o lirismo descritivo, o reflexo da atração que despertaram no autor o oceano, a terra e o povo da Bretanha se unem a originais traços formais, presididos pelo sarcasmo, a crítica irônica e o espírito de rebelião.
Sua poética é considerada precursora do Surrealismo e influenciou a sintaxe dos poemas fragmentados de Ezra Pound.

## Publicações
- Les Amours jaunes, (1873, Paris : Librairie du xix e  siècle: Glady frères, 1873. VIII-348 p., 1 pl. Disponible en ligne sur Gallica : https://gallica.bnf.fr/ark:/12148/bpt6k856525 disponível em Gallica et sur Wikisource.

### Outras obras
- ffocsoR, Huelgoat, Éditions Françoise Livinec, 2013. Álbum inédito de 30 folhas de textos e pinturas criado no final da década de 1860. Este manuscrito, que se acreditava estar perdido desde 1975, pertencia a Jean Moulin, e foi encontrado pelo acadêmico Benoît Houzé.

## Fonte da tradução
- Este artigo foi inicialmente traduzido, total ou parcialmente, do artigo da Wikipédia em castelhano cujo título é «Tristan Corbière».